# Air Bashkortostan
Air Bashkortostan (Russisch: Авиакомпания «Башкортостан») was een Russische luchtvaartmaatschappij met haar thuisbasis in Oefa. Zij voerde passagiersvluchten uit vanuit Oefa naar Moskou.

## Geschiedenis
Air Bashkortostan is in 2006 opgericht door VIM Airlines en Centre-Avia Airlines als opvolger van BAL Bashkirian Airlines welke in 2006 failliet is gegaan.

## Diensten
Air Bashkortostan onderhoudt een lijndienst van Oefa naar Moskou.

## Vloot
De vloot van Air Bashkortostan bestaat uit: (maart.2007)
- 3 Boeing 757-200